# サンデーサークル
『サンデーサークル』は、1970年4月12日から同年9月27日まで日本テレビで放送されていた討論番組である。モノクロ放送。総理府の単独提供。放送時間は毎週日曜 13:15 - 13:45 （日本標準時）。

## 概要
毎回社会問題の中から国民生活に密着したテーマを選び、ゲストに招いた担当大臣あるいは担当官庁の高官に国民の代表者たちと対してもらっていた番組。司会は楠本憲吉と沢田雅美が務めていた。